# Curtiss Lark
El Curtiss Lark (Model 41) fue un biplano comercial, fabricado por la estadounidense Curtiss Aeroplane and Motor Company, que fue usado por los pioneros del correo aéreo, del vuelo comercial y por pilotos de áreas remotas, en los años 20 del siglo XX.

## Diseño y desarrollo
El biplano estaba basado en el Curtiss Carrier Pigeon, un avión construido específicamente para realizar operaciones postales. El Lark también tenía un ala inferior de mayor envergadura, como el Carrier Pigeon. Algún ejemplar fue convertido a una configuración de flotadores, con uno montado central y dos alares.
Estaba fabricado de tubos soldados con recubrimiento de tela, y estaba disponible con tres elecciones motoras, el Curtiss C-6, el Wright J-4 Whirlwind, y el Wright-Hisso E. Los cuatro paneles alares eran intercambiables, dando al avión sus poco usuales alas inferiores.
La Armada de los Estados Unidos probó una versión con el motor Wright J-4 de 200 hp. Esta instalación demostró ser superior en prestaciones al modelo con motor Curtiss. Esta versión se convirtió finalmente en base de la serie de aviones Curtiss Fledgling.

## Historia operacional

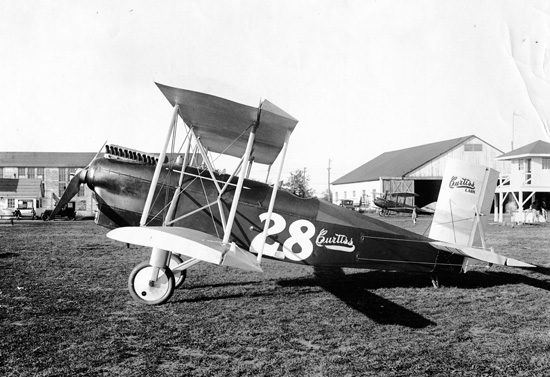
Curtiss Lark en las Carreras Aéreas Nacionales de 1925.

Patrica Airways operó el Lark en las primeras operaciones en áreas remotas. El avión volaba con flotadores en verano, y esquíes en invierno. Fue puesto en servicio como uno de los primeros coches fúnebres una vez, necesitando la carga ser colocada boca abajo en el asiento abierto y siendo asegurada con alambre.
Florida Airways operó un Curtiss Lark (bautizado Miss Tallahassee) en su ruta estadounidense de correo aéreo CAM-10 entre Miami y Atlanta. El avión se compró para ocupar el lugar de dos aviones Stout 2-AT Pullman perdidos que no podían operar desde las pistas pobremente preparadas.
Colonial Air Transport tuvo un Curtiss Lark, que fue uno de los primeros aviones en ser registrado usando el nuevo sistema de todas las letras de Underwriters Laboratories (1921-1923). Este Lark, registrado N-AABC, fue usado en la ruta estadounidense de correo aéreo CAM-1.

## Especificaciones (motor Curtiss C-6)
Referencia datos: Curtiss Aircraft 1907 - 1947

### Características generales
- Tripulación: Uno (piloto)
- Capacidad: Tres pasajeros
- Longitud: 6,8 m (22,2 ft)
- Envergadura: 9,3 m (30,6 ft)
- Altura: 2,7 m (8,9 ft)
- Superficie alar: 2455 m² (26 426,1 ft²)
- Peso vacío: 716 kg (1578,1 lb)
- Peso cargado: 1228 kg (2706,5 lb)
- Planta motriz: 1× motor lineal de seis cilindros refrigerado por agua Curtiss C-6.
  - Potencia: 120 kW (165 HP; 163 CV)

### Rendimiento
- Velocidad máxima operativa (Vno): 183 km/h (114 MPH; 99 kt)
- Velocidad crucero (Vc): 156 km/h (97 MPH; 84 kt)
- Alcance: 710 km (383 nmi; 441 mi)
- Alcance en ferry: 610 m (2001 ft)
- Techo de vuelo: 3800 m (12 467 ft)
- Régimen de ascenso: 4,4 m/s (866 ft/min)

## Aeronaves relacionadas

### Secuencias de designación
- Secuencia Numérica (interna de Curtiss): ← 38 - 39 - 40 - 41 - 42 - 43 - 44 →
- Secuencia L-_ (interna de Curtiss): ← L-41 - L-44 - L-72 - L-79 - L-85 - L-115 - L-117 →